# کروسان با خامه
کروسان با خامه (انگلیسی: Cornetti alla crema) یک کمدی سکسی سبک ایتالیایی به کارگردانی سرجو مارتینو است که در سال ۱۹۸۱ منتشر شد.

## بازیگران
- لینو بانفی
- ادویژ فنش
- جانی کاوینا
- میلنا ووکوتیک
- ماریزا مرلینی
- آرماندو برانچا
- میکلا میتی